# Enciclopedista
El término enciclopedista se usa normalmente para nombrar a un grupo de amantes del saber, filósofos (científicos, médicos, juristas, lingüistas, teólogos, artistas) franceses (en su mayor parte) que colaboraron en el siglo XVIII en la producción de la Encyclopédie ou Dictionnaire raisonné des sciences, des arts et des métiers bajo la dirección de Denis Diderot. También puede utilizarse como término general para nombrar a personas que ayudan a escribir una enciclopedia.

## La Encyclopédie de Diderot y d'Alembert
La Enciclopedia fue una obra colectiva, no solo derivada del trabajo de Diderot y D´Alembert. La ambición totalizadora de ambos representaba un esfuerzo de documentación y de síntesis que no hubiera podido ser acometido por unos cuantos individuos aislados. En la Encyclopédie colaboraron todo un conjunto de hasta 160 personas de las más variadas ocupaciones, como literatos, científicos, artistas, magistrados, teólogos, nobles y artesanos que fueron conocidos como les encyclopédistes. Diderot, en el artículo Enciclopedia de la propia obra, los describe de la siguiente forma: «ocupado cada cual de su parte y unidos solamente por el interés general del género humano y por un sentimiento de recíproca benevolencia».

### Enciclopedistas destacados
- Denis Diderot — Editor principal; economía, artes mecánicas, filosofía, política y religión entre otros.
- Jean le Rond d'Alembert — editor; ciencias (especialmente matemáticas), asuntos contemporáneos, filosofía y religión, entre otras.
- André Le Breton — Editor; artículo tinta
- Louis Jean Marie Daubenton — Historia natural
- Paul Henri Thiry d'Holbach — Ciencias, (Química, mineralogía), metalurgia, política y religión, entre otras.
- Louis de Jaucourt — economía, literatura, medicina y política entre otras. Fue el enciclopedista que más aportó con 17 288 artículos, lo que significa una media de 8 artículos al día entre los años 1759 y 1765.
- Jean-Jacques Rousseau — música, teoría política.
- Anne Robert Jacques Turgot, barón de Laune — economía, etimología, filosofía y física.
- Voltaire — historia, literatura y filosofía.
- Montesquieu — parte del artículo gusto (en francés "goût")
- François Quesnay — Artículos Granjero y granos.

### Lista no exhaustiva de enciclopedistas
La Encylopédie original consta de 28 volúmenes, con 71 818 artículos y 3129 ilustraciones.
Se desconoce la autoría de más de la mitad de los artículos de la Encyclopédie. Diderot y d'Alembert citaron en ocasiones a los autores en la introducción y en los prefacios (avertissements) de varios volúmenes.
También hubo autores que desearon que su contribución (o algunas de ellas) quedaran sin atribución para preservar su anonimato.
Hay unas 11.000 entradas donde se cita a Chambers, (la Cyclopaedia). Estas entradas son o bien simplemente traducidas del inglés (en cuyo caso no aparecen firmadas) o adaptadas o corregidas al incluirlas en la Encyclopédie, y en esos casos suele aparecer la entrada firmada por alguno de los contribuidores.[cita requerida]
También hubo colaboradores que dejaron de contribuir a la enciclopedia después de haber escrito varias entradas debido a discusiones con los coordinadores o por problemas de asociar su nombre con la enciclopedia.[cita requerida]
En varios casos se ha podido averiguar la autoría de algunos artículos no firmados. En general se trata de textos ya publicados antes de su aparición en la enciclopedia, o bien aparecidos en publicaciones posteriores de los contribuidores. En otros casos se han encontrado los manuscritos o las notas de los contribuidores, o de los editores.
La edición crítica digitalizada y colaborativa de la Encyclopédie (ENCCRE, Édition Numérique Collaborative et CRitique de l’Encyclopédie, de la Academia de ciencias de Francia) contiene los últimos datos sobre los contribuidores y sus contribuciones. El trabajo de verificación de autores y contribuciones en la ENCCRE está publicado en particular en dos artículos de Frank A. Kafker.
| Autor | Participante (P) | Tema | Marca de autor            | Notas | Número de artículos |
| --- | ---------------- | --- | ------------------------- | --- | ------------------- |
| Jean le Rond d'Alembert | P                | ciencia natural, religión, filosofía, etcétera | O                         | Introducción (discours préliminaire) y artículos | 1309                |
| Antoine Allut |                  | vidrería |                           | Artículo "Verreries a vîtres" | 1                   |
| Antoine Joseph Dezallier d'Argenville | P                | hidráulica de jardines, horticultura | K                         | | 541                 |
| Arnulphe d'Aumont | P                | medicina | d                         | | 192                 |
| A (adicionales): Guillaume d’Abbes de Cabrebolles, Didier-François d'Arclais de Montamy, Jean-Baptiste Bourguignon d’Anville, Louis Roch Antoine Charles Arnauld, Charles-Louis d’Authville Des Amourettes                                                     |                  | |                           | |                     |
| Jacques Barbeu du Bourg |                  | máquina cronológica |                           | | 1                   |
| Paul Joseph Barthez |                  | Anatomía y otros | g                         | | 21                  |
| Nicolas Beauzée | P                | gramática | B.E.R.M.                  | (Beauzée École Royale Militaire). Véase también E.R.M. | 91                  |
| Jacques-Nicolas Bellin | P                | naval | Z                         | Autor también de 24 ilustraciones | 994                 |
| Ferdinand Berthoud |                  | relojería |                           | | 4                   |
| Jacques-François Blondel | P                | arquitectura | P                         | | 482                 |
| Antoine-Gaspard Boucher d'Argis | P                | jurisprudencia | A                         | | 4268                |
| Théophile de Bordeu |                  | artículo crise (crisis) medicina |                           | | 1                   |
| Claude Bourgelat | P                | caballos | e                         | | 227                 |
| Charles de Brosses |                  | Autor de una parte del artículo "gamme". Autor de un manuscrito sobre etimología utilizado en parte por otros colaboradores de la encyclopédie.                            |                           | | 0                   |
| B (adicionales): Guillaume Barthez de Marmorières, Nicolas-Sylvestre Bergier, Elie Bertrand, Mathieu-Antoine Bouchaud, Étienne Jean Bouchu, Stanislas de Boufflers, Bouillet, J., Bouillet, J.-H.-N., Boulanger, Antoine-François Brisson, Louis-Claude Brullé |                  | |                           | |                     |
| Louis de Cahusac | P                | baile, música y fiesta | B                         | algunas veces por error "b" | 119                 |
| Émilie du Châtelet |                  | física |                           | Ni Diderot ni d'Alembert mencionan a Émilie du Châtelet en las partes de la enciclopedia donde se mencionan los autores. Partes de textos de su Institutions de Physique (París, 1740) fueron tomados por Formey en las entradas "Hypothése" y "Contradiction". Otras cinco entradas usarían también textos de manera literal procedentes de Institutions de Physique. En cambio, el sitio ENCCRE atribuye la autoría de Hypothése a La Chapelle y Contradiction a Formey. |                     |
| C (adicionales): Jean-François-Henri Collot, de Compt, Joseph-François-Edouard de Corsembleu |                  | |                           | |                     |
| Louis Jean-Marie Daubenton | P                | biología | I                         | | 693                 |
| Pierre Daubenton |                  | arboricultura | c                         | | 57                  |
| Nicolas Desmarest |                  | |                           | | 3                   |
| Denis Diderot | P                | religión, filosofía, política, economía, geografía, mitología, historia natural, etc                                                                                       | *, y artículos sin firmar | Prospectus (en la introducción), el cuadro de los conocimientos humanos y su explicación, la supervisión general de los artículos y los grabados. Ejemplos de artículos: "anatomie", "art", "autorité politique", "beau", "capuchon", "christianisme", "citoyen", "encyclopédie", "éclectisme", "mélancolie", "philosophie". | 5394                |
| Jacques-Philippe-Augustin Douchet, con Nicolas Beauzée |                  | gramática | E.R.M.                    | (École Royale Militaire). Véase también "B.E.R.M." | 18                  |
| Charles Pinot Duclos |                  | literatura, modales |                           | | 3                   |
| César Chesneau Dumarsais | P                | gramática | F                         | | 129                 |
| Jean-Baptiste Durival |                  | arte militar |                           | "Durival le jeune" | 11                  |
| Nicolas Durival |                  | |                           | "Durival l'aîné". Hermano mayor de Jean-Baptiste Durival. Aunque aparece en varios "avertissements" mencionándole como contribuidor de varias maneras (Tomos IV, p. ii ; V, p. ii ; VI, p. vii, VII, p. xiv), no hay ningún artículo que lleve su firma. |                     |
| D (adicionales): Étienne Noël Damilaville, Michel-Antoine David, Alexandre Deleyre |                  | |                           | |                     |
| Marc-Antoine Eidous | P                | heráldica, herrador, equitación | V                         | | 428                 |
| Joachim Faiguet de Villeneuve |                  | |                           | | 15                  |
| Etienne-Maurice Falconet |                  | escultura |                           | | 1                   |
| Charles-Georges Fenouillot de Falbaire de Quingey |                  | insensibilité, y salines |                           | | 2                   |
| Johann Heinrich Samuel Formey | P                | religión, filosofía, historia natural, astronomía |                           | artículos firmados | 51                  |
| François Véron Duverger de Forbonnais |                  | comercio | V.D.F.                    | | 12                  |
| Henri Fouquet |                  | |                           | [ 9 ] | 5                   |
| Louis-Jacques Goussier | P                | | D                         | realizó además 900 litografías | 61                  |
| Frédéric-Melchior Grimm |                  | |                           | | 2                   |
| G (adicionales): Charles Gautier de Vinfrais, Genson, Pierre-Jean Grosley, Philibert Gueneau de Montbeillard, François-Jacques Guillotte |                  | |                           | |                     |
| Paul Henri Thiry d'Holbach | P                | ciencia, religión, política, etcétera | —                         | | 414                 |
| Louis de Jaucourt | P                | religión, política, economía, medicina, literatura etcétera | D.J.                      | | 17288               |
| Jan Stephan Ligenza Kurdwanowski |                  | pila |                           | | 1                   |
| Jean-Baptiste de La Chapelle | P                | matemáticas | E                         | | 214                 |
| Charles Marie de La Condamine |                  | Chirimoya, Couronne, Guyane y Guayaquil |                           | | 4                   |
| Paul Landois | P                | arte | R                         | | 107                 |
| Guillaume Le Blond | P                | ciencia militar | Q                         | algunas veces por error „q“ | 720                 |
| André Le Breton | P                | tinta (imprenta) |                           | editor principal durante toda la elaboración de la enciclopedia | 1                   |
| Louis Guillaume Le Monnier |                  | física y astronomía |                           | | 9                   |
| Jean-Baptiste-Pierre Le Romain |                  | descripciones cortas de productos, animales, minerales y de la geografía de las Islas Antillas. Por ejemplo el índigo, el azúcar y los alimentos derivados de la mandioca. |                           | | 67                  |
| Charles-Georges Le Roy |                  | caza y agricultura |                           | | 19                  |
| Charles Le Roy |                  | evaporación |                           | | 1                   |
| Jean-Baptiste Le Roy | P                | tecnología | T                         | | 108                 |
| Georges-Louis Le Sage |                  | artículos Gravité y Inverse, ou converse |                           | | 2                   |
| | historia         | a |                           | 51 |                     |
| Antoine Louis | P                | cirugía | Y                         | | 449                 |
| Jacques-Raymond Lucotte |                  | oficios, mecánica |                           | | 12                  |
| L (adicionales): La Motte-Conflans, Lavirotte, Lefèvre, Lezay-Marnésia, Liebault, Lubières, |                  | |                           | |                     |
| Edmé-François Mallet | P                | comercio, historia, literatura, religión, etcétera | G                         | | 1925                |
| Paul-Jacques Malouin |                  | química | M                         | también „m“ | 72                  |
| Adrien Quiret de Margency |                  | |                           | artículos «Faveur», «Fidélité», «Faveur», «Galanterie» y «Gentilhomme ordinaire» | 5                   |
| Jean-François Marmontel |                  | literatura |                           | | 31                  |
| Jean-Joseph Menuret |                  | medicina | m                         | en los volúmenes 9 y 10 algunas veces por error „M“ | 75                  |
| Montesquieu | P                | gusto |                           | | 1                   |
| Antoine Gautier de Montdorge |                  | grabado |                           | | 3                   |
| André Morellet |                  | | h                         | en los volúmenes 8, 11 y 14 algunas veces por error „H“ | 6                   |
| M (adicionales): Magimel, Millot, Monnoye, Montamy, Montet, Montlovier, Morand |                  | |                           | |                     |
| Jacques-André Naigeon |                  | |                           | artículos «Liberté», «Richesse» y «Unitaires» | 3                   |
| Louis Necker |                  | |                           | artículo «Frottement» | 1                   |
| Michał Kazimierz Ogiński |                  | arpa |                           | | 1                   |
| Jean-Michel Papillon |                  | grabado |                           | | 21                  |
| Jean-Rodolphe Perronet |                  | |                           | | 2                   |
| Charles-Étienne Pesselier |                  | |                           | artículos «Exemption», «Ferme» (Fermes du Roi (Bail des) et Fermes (cinq grosses)), «Fermier général», «Finances», «Financier», y quizás «Subside» | 5                   |
| Jean Pestré |                  | | C                         | | 7                   |
| Antoine-Noé de Polier de Bottens |                  | teología |                           | artículos: Kijovn, Liturgie, Logomachie, Magicien, Magie, Malachbelus, Mânes, Maosim, Messie | 9                   |
| Jean-Martin de Prades |                  | artículo "certitude" (área: lógica, metafísica y moral) |                           | | 1                   |
| P (adicionales): Charles Paillasson, Jean-Baptiste Pâris de Meyzieu, Antoine Penchenier, Jean-Charles Perrinet d’Orval, Antoine Petit, Alexandre-Frédéric-Jacques Masson de Pezay                                                                              |                  | |                           | |                     |
| François Quesnay | P                | artículos: granjero, grano, y se le atribuye también: evidencia |                           | | 3                   |
| Jean-Joseph Rallier des Ourmes |                  | matemáticas |                           | | 14                  |
| Étienne-Hyacinthe de Ratte |                  | física, meteoros |                           | | 6                   |
| António Nunes Ribeiro Sanches |                  | |                           | artículo: Vérole, grosse | 1                   |
| Didier Robert de Vaugondy |                  | geografía |                           | | 3                   |
| Jean Romilly |                  | relojería |                           | | 12                  |
| Jean-Jacques Rousseau | P                | música y teoría política | S                         | algunas veces por error „s“ | 344                 |
| R (adicionales): Jean-Edme Romilly, Augustin Roux |                  | |                           | |                     |
| Jean-François de Saint-Lambert |                  | moral |                           | sus artículos no están firmados, pero investigadores han establecido su autoría | 27                  |
| S (adicionales): Pierre Augustin Boissier de Sauvages, Antoine de Seguiran, Pierre Soubeyran |                  | |                           | |                     |
| Pierre Tarin | P                | anatomía y fisiología | L                         | | 337                 |
| François-Vincent Toussaint | P                | jurisprudencia | H                         | también „h“ | 388                 |
| Louis-Élisabeth de la Vergne de Tressan |                  | temas militares |                           | | 4                   |
| Théodore Tronchin |                  | medicina (inoculación) |                           | | 1                   |
| Anne Robert Jacques Turgot |                  | varias entradas de las letras E y F: Etymologie (Lit.), Existence (Métaphys.), Expansibilité (Physique), Foire (Comm. & Politiq.), Fondation (Politique & Droit naturel)   |                           | | 7                   |
| Urbain de Vandenesse | P                | medicina y farmacia | N                         | | 280                 |
| Gabriel-François Venel | P                | química, medicina | b                         | también „B“ | 707                 |
| Jacques-François Villiers |                  | | f                         | | 10                  |
| Voltaire | P                | entradas diversas de definiciones sobre historia, literatura y filosofía entre las letras E e I                                                                            |                           | | 43                  |
| Jean-Baptiste de Voglie |                  | Puentes |                           | | 1                   |
| Claude-Henri Watelet |                  | pintura |                           | (entre sus contribuciones las entradas: Etude, Expression, Extrémités, Faire, Fabrique, Facilité, Figure, Fleurs, del tomo 6) | 30                  |
| Pierre-Jacques Willermoz |                  | medicina y química: artículo: fósforo |                           | | 1                   |
| Claude Yvon |                  | metafísica, moral, lógica, filosofía, | X                         | | 39                  |
| Mujer anónima |                  | entradas Falbala, Fontange, y otros |                           | | 2                   |
| Sin firmar, anónimos o sin determinar |                  | |                           | | 37868               |